# Ам Ронг
Ам Ронг (1929, Баттамбанг — май 1975, Пномпень) — камбоджийский генерал, в годы гражданской войны в Камбодже 1970—1975 гг. являлся одной из медийных фигур режима Лон Нола (Кхмерской республики), играя роль неофициального пресс-секретаря национальных вооружённых сил (ФАНК). Также известен как режиссёр ряда документальных фильмов на военную-патриотическую тематику.

## Биография
Родился в крестьянской семье в Баттамбанге, учился в Королевской школе управления. В 1953 году поступил на службу в камбоджийскую армию, с 1956 года — на службе в десантных войсках. Генри Камм положительно характеризует Ронга, отмечая его образованность и воспитание. С 1962 по 1964 гг. Ам Ронг учился на режиссёра в Институте высших кинематографических исследований в Париже. В то время правитель Камбоджи — принц Нородом Сианук считал себя главным режиссёром страны и критически относился к своим конкурентам. Несмотря на это Ам Ронг смог выпустить ряд документальных фильмов, среди которых — Независимость Камбоджи. После переворота 1970 года Ам Ронг перешел на сторону Лон Нола; в годы гражданской войны 1970—1975 гг. он проводил неофициальные брифинги для иностранных журналистов. К концу войны получил звание генерала, в его подчинении находилось министерство информации.
Ам Ронг был убит «красными кхмерами» вскоре после падения Пномпеня в апреле-мае 1975 года.